# Ad-Dhahiriya
Ad-Dhahiriya, az-Zahiriya, al-Thahriyeh o Dahariyeh (àrab: الظاهرية, aẓ-Ẓāhiriyya) és una ciutat palestina de la governació d'Hebron, a Cisjordània, situat 23 quilòmetres al sud-oest d'Hebron. Segons l'Oficina Central Palestina d'Estadístiques tenia 38.002 habitants el 2016.

## Etimologia
El nom d'ad-Dhahiriya podria derivar de la paraula cananea Dhoher, que significa «lloc», pel caràcter de ciutat de parada a migt camí en la ruta comercial que enllaçava Egipte amb Síria. Una altra possibilitat seria que derivés de l'àrab adh-dhàhir, «turó alt».

## Història
Ad-Dhahiriya va ser una important ciutat canaanita nascuda aproximadament en el cinquè mil·lenni abans de Crist, i que va esdevenir important per la ubicació estratègica la ruta comercial entre Egipte i Síria.
Segons Conder i Kitchener, que van trobar el poble soscavat per coves, ad-Dhahiriya és probablement el lloc on era l'antiga ciutat bíblica de Debir. Al centre d'ad-Dhahiriya hi havia una torre que semblava anterior a les croades, possiblement d'un període cristià o romà.
La tradició local, corroborada per l'arqueologia, conta que ad-Dhahiriya va ser fundada pel governant mameluc Bàybars I (†1277).

### Període otomà
El 1856, el clergue escocès Horatius Bonar va descriure el poble i el castell: «De sobte, en un lloc inesperat del congost, ens alleugem en veure el vell castell damunt les rocoses altures amb el vesprejar de fons; el poble pobre, que sembla esperar alguna cosa, amb les seves cabanyes quadrades i grogues, sembla més aviat ajudar en la distància a millorar el seu aspecte i a donar dignitat a les  torres i a muralles trencades. D'aquest punt sembla molt més audaç i important del que és; no tan aïllat com el del-Aujeh, que travessem fa uns dies, però ben disposat sobre aquella escarpada roca. Com la majoria dels castells d'orient i de les «peels» frontereres del nord, ha vist dies millors i va anar en un determinat moment un digne baluard dels romans, els croats o els turcs…»

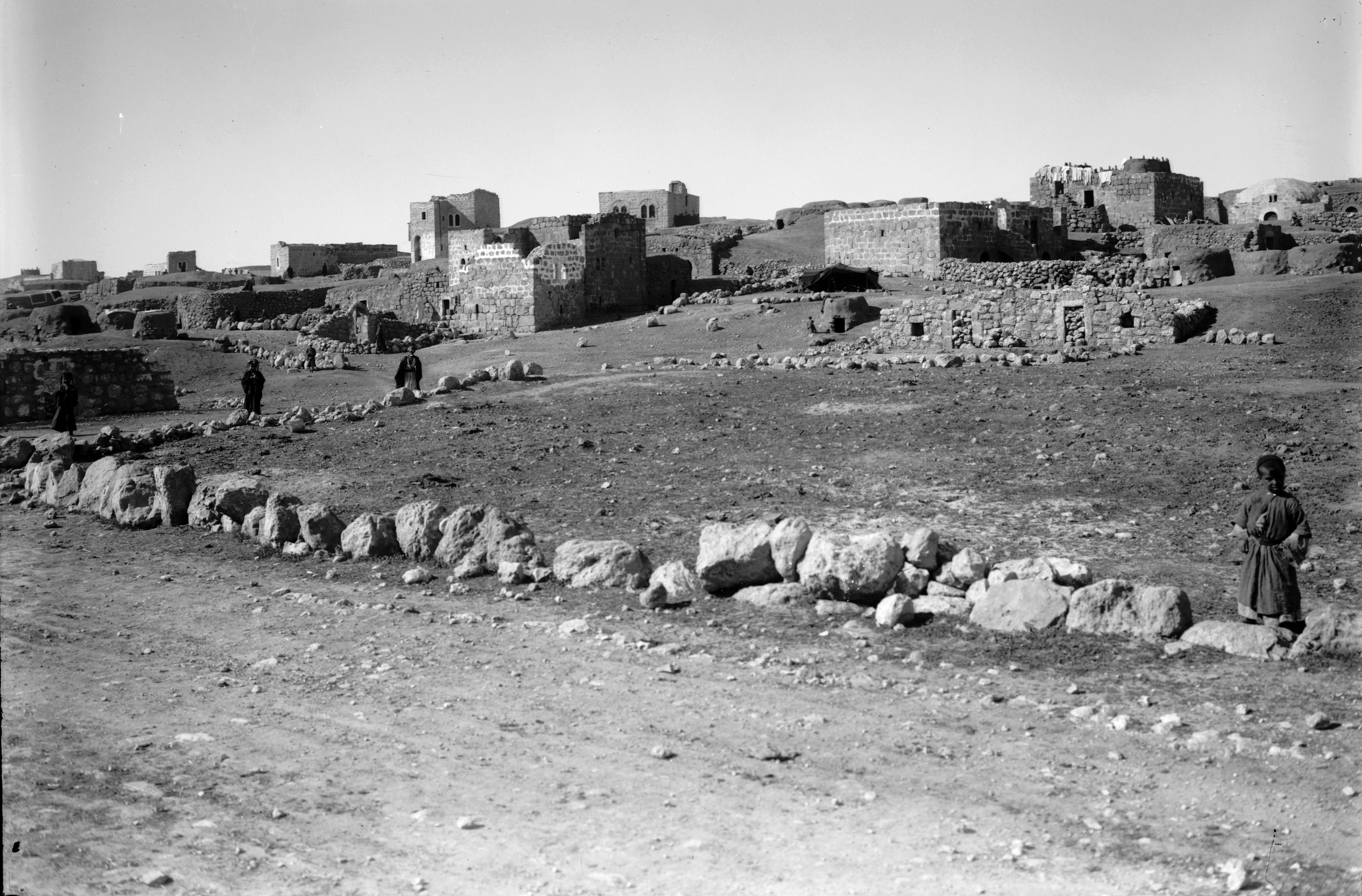
Ad-Dhahiriya en la dècada de 1920

El 1863, l'explorador francès Victor Guérin va visitar la zona i va advertir que molts dels homes n'havien fugit per evitar el servei militar, la majoria cap al sud amb tendes de campanya. També va deixar constància d'un edifici els costats del qual mesuraven setze passos d'ample construït amb pedres belles. Contenia diverses sales envoltades i era la casa d'un dels xeics del poble.
Moltes altres cases particulars eren construïdes amb bons materials provinents d'edificis antics; algunes fins i tot semblaven datar del període romà, bé completament o bé solament la part baixa de les estructures.
Una llista de llogarets otomans d'al voltant de 1870 indicava que a ad-Dhahiriya hi havia 57 cases i que hi vivien 206 persones, encara que la llista incloïa solament els homes.
Segons el Survey of Western Palestine del Fons per a l'Exploració de Palestina, el poble tenia 300 o 400 habitants el 1874. Tres anys després era desert per la «intrusió dels àrabs al país dels fellahin.»

### Mandat Britànic de Palestina

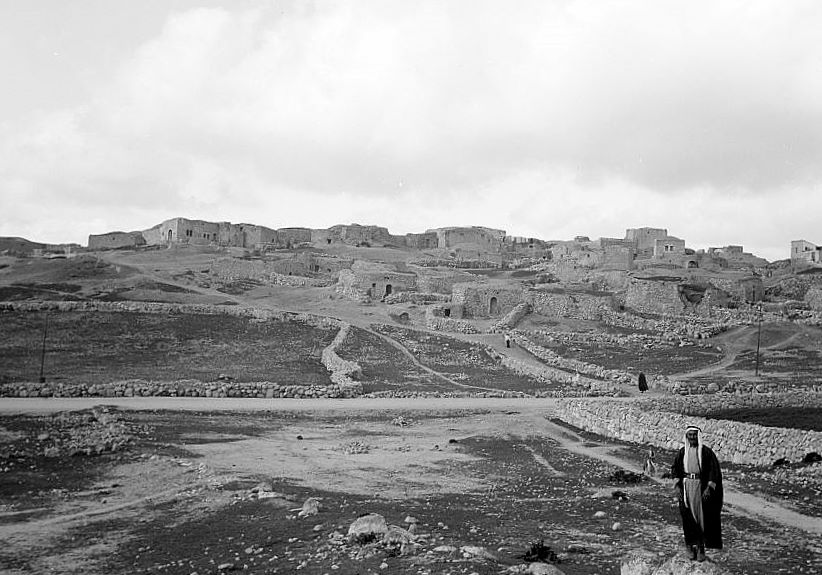
Ad-Dhahiriya en 1940

En el cens de Palestina de 1922, dut a terme per les autoritats del Mandat Britànic de Palestina, ad-Dhahiriya (anomenada Al Dahriyeh) tenia 2.266 habitants, que va augmentar en el Cens de Palestina de 1931 fins a 2.930 persones que vivien en 603 cases. En tots dos censos, tots els habitants del poble eren musulmans.
La població d'ad-Dhahiriya havia seguit creixent fins al cens de 1945, quan s'hi van registrar 3.760 habitants, tots musulmans una vegada més, que posseïen 60.585 dúnams (60,585 km²) de terra segons un estudi oficial de terra i població. D'aquests, 166 dúnams eren dedicats a plantacions i terres de regadiu, a 54.205 es conreaven cereals i 284 dúnams eren sòl urbanitzat.

### Ocupació jordana
Després de la Guerra araboisraeliana de 1948 i els acords d'armistici de 1949, ad-Dhahiriya va quedar sota un règim d'ocupació jordana. El primer consell municipal es va establir el 1963.

### Ocupació israeliana
Des de la Guerra dels Sis Dies de 1967, ad-Dhahiriya ha romàs sota ocupació israeliana. En el cens de 1967 tenia 4.875 habitants.
El 1996, l'Autoritat Nacional Palestina va nomenar un grup municipal per governar el municipi, i el 2004 es va elegir un consell de 13 membres amb 49 empleats municipals assalariats. Abans de la Segona Intifada, l'administració israeliana havia confiscat 30.000 dúnams (30 km²) del terreny municipal d'ad-Dhahiriya.
Basemah Musa Mutawe'a Qeysiya, una dona de 35 anys de ad-Dhahiriya, va morir el 17 d'abril de 2002 per trets de l'exèrcit israelià; li van disparar quan sortia de la seva casa per anar a comprar durant un toc de queda. El 26 de setembre de 2002, el nen d'un any Gharam Muhammad Ibrahim Man'a va morir per una granada de gas lacrimogen llançada per l'exèrcit israelià a Hebron, durant una operació per imposar el toc de queda. El 12 d'abril de 2003 hi va morir el jove de 22 anys Ghaseb Mahmoud Hawarin. Soldats israelians li van disparar quan ell i altres joves lels van llançar pedres mentre inspeccionaven cotxes en un taller. Jamil Talab 'Odeh a-Tal va morir el 28 de març de 2004 a la teulada de la seva casa per trets de soldats israelians; tenia 34 anys, era desarmat i no participava en les hostilitats en aquest moment. El 27 de desembre de 2004, forces israelianes van realitzar una emboscada en un costat de la carretera per on conduïa Yasser Muhareb Muhammad Jabarin, de 34 anys i natural d'ad-Dhahiriya, i el van ferir de gravetat; va morir de les ferides el 24 de gener de 2005.
Segons la Oficina de l'ONU per a la Coordinació d'Assumptes Humanitaris (OCHA), el 14 d'abril de 2005 l'exèrcit israelià va tancar l'entrada al poble erigint-hi un monticle de terra, el que va forçar tots els palestins de la zona a viatjar a través de Dura.

#### Impacte de l'ocupació israeliana
Segons un informe de l'Applied Research Institute de Jerusalem, l'ocupació israeliana afecta seriosament al dia a dia de la ciutat, que és envoltada per quatre assentaments israeliansː Eshkolot, Tene, Shima i Nova Shima, així com per una carretera solament per a israelianes. Hi ha tres llocs de control permanents a les sortides de la ciutat i diversos més mòbils. El Mur de Separació Israelià voreja la ciutat per dos costats, cap al sud i l'oest. Per a construir-lo es van demolir cinc cases, altres set tenen ordres de demolició pendents, i 70 persones han quedat aïllades de la resta de la ciutat. Uns 5.000 dúnams (5 km²) de terreny municipal van ser expropiats per a la construcció del mur, i uns altres 5.000 han quedat aïllats a l'altre costat de la ciutat.